# Dieter Krombach
Dieter Paul Christian Krombach (* 5. Mai 1935 in Dresden; † 12. September 2020 nahe Winsen an der Luhe) war ein in Deutschland und Frankreich mehrfach rechtskräftig verurteilter Straftäter. Internationale Aufmerksamkeit erhielt der vormalige Arzt im Zuge der sich über mehrere Jahrzehnte streckenden Verfahren wegen der von ihm verübten Tötung seiner Stieftochter Kalinka Bamberski.

## Jugend
Krombach wurde am 5. Mai 1935 als Sohn der Eheleute Walter und Marianne Brendler geboren. Sein Vater arbeitete als Jurist im Finanzministerium; seine Mutter war Hausfrau. Krombach beschrieb die damaligen Lebensumstände als eher ärmlich. Im Grundschulalter erlebte er die Luftangriffe auf Dresden mit, während sein Vater als Offizier bei der Wehrmacht diente. Später besuchte Krombach die Leibnizschule in Offenbach am Main. Krombachs Vater arbeitete zu der Zeit als Regierungsrat. Nach einem sehr guten Abitur studierte Krombach in Frankfurt am Main Medizin, erlangte im Rahmen seiner Promotion zu einem Thema aus dem Fachgebiet Psychiatrie den Doktorgrad und wurde Facharzt für Innere Medizin. 1964 folgte eine Spezialisierung im Fachgebiet Kardiologie in Zürich.

## Erste Ehe
Anfang der 1960er begann Krombach eine Beziehung mit der damals noch minderjährigen Monika Hentze. Im Alter von 15 Jahren wurde diese ungeplant von ihm schwanger und ließ das Kind abtreiben. 1963 wurde sie erneut von Krombach schwanger, im November 1963 heirateten die beiden. Kurz darauf wurde ihre Tochter Diana geboren und etwas später ihr Sohn Boris. Die Familie lebte zu der Zeit in Zürich.
Die Ehe war von Gewalt geprägt. Krombach misshandelte seine Frau, vergewaltigte sie und drohte damit, sie zu töten. 1969 wurde Monika von einer unerklärlichen Erkrankung befallen, die sie erst stumm und blind, dann gelähmt werden ließ. Im Oktober 1969 starb sie im Alter von 24 Jahren an einer Hirnblutung – wenige Stunden, nachdem Krombach ihr eine Injektion verabreicht hatte, in der Schlangengift enthalten gewesen sein soll. Krombach selbst diagnostizierte bei seiner toten Frau als Todesursache einen Verschluss einer Schlagader am Hirnstamm (Basilaristhrombose) infolge der Einnahme einer zu hoch dosierten Antibabypille.
Mitte der 1970er Jahre ermittelte der zuständige Staatsanwalt Bernd Weiland in der Angelegenheit gegen Krombach wegen des dringenden Verdachtes, seine Frau ermordet zu haben. Zu einer Anklage kam es nicht.

## Zweite Ehe
Zehn Monate nach dem Tod seiner ersten Frau heiratete Krombach 1970 Inge Wienröder. Beide wanderten nach Casablanca in Marokko aus, wo Krombach eine Anstellung als Arzt im Deutschen Konsulat erhielt. Krombach war mit der Ehe unzufrieden und hatte zahlreiche sexuelle Beziehungen zu anderen Frauen. Nur wenige Häuser entfernt von den Krombachs lebte 1974 das französische Ehepaar André und Danielle Bamberski mit seinen beiden Kindern Kalinka und Nicolas. Krombach gefiel die Frau seines Nachbarn, er verfolgte sie ständig und verführte sie. Als André Bamberski dies bemerkte, stellte er Krombach zur Rede. Kurz darauf verzog die Familie Bamberski nach Pechbusque in der Nähe von Toulouse in Frankreich. Krombach verließ daraufhin seine Frau und folgte Danielle nach Frankreich. Bei einem Zwischenhalt in Algeciras in Spanien passte er sie ab und schwor ihr, sie niemals gehen zu lassen. Die beiden setzten ihre Affäre in Frankreich ohne Bamberskis Wissen fort. Ab 1975 verbrachte Danielle die Zeit unter der Woche zumeist mit Krombach, während sie ihren Mann glauben machte, sie wäre in Nizza, um dort zu arbeiten. Ein Jahr später verließ Danielle ihren Mann und ihre Kinder für Krombach und zog mit ihm nach Lindau am Bodensee.

## Dritte Ehe
Danielle wurde 1977 Krombachs dritte Ehefrau. Das Sorgerecht für die Kinder Kalinka und Nicolas wurde zunächst dem Vater, André Bamberski, zugesprochen. Im Juli 1980 zog Bamberski mit beiden Kindern wieder zurück nach Marokko. Daraufhin erstritt Danielle vor Gericht das Sorgerecht für ihre Kinder und Bamberski zog zurück nach Pechbusque. Die beiden in Casablanca geborenen, französischsprechenden Kinder wurden in Deutschland jedoch nicht heimisch. Darum sollten sie im September 1982 zurück zu ihrem Vater nach Frankreich ziehen.

## Strafurteile

### Sexueller Missbrauch einer widerstandsunfähigen Patientin
Am 9. Oktober 1997 wurde Krombach vom Landgericht Kempten wegen sexuellen Missbrauchs einer unter Narkoseeinwirkung stehenden 16-jährigen Patientin, begangen in seiner Praxis am 11. Februar 1997, zu zwei Jahren Haft auf Bewährung verurteilt. Außerdem erhielt er ein zweijähriges Berufsverbot (§ 70 StGB). Seine Zulassung als Arzt gab er freiwillig zurück. Der Arzt kommentierte seine Tat an der minderjährigen Patientin gegenüber einer Fernsehjournalistin mit den Worten: „Sie hat nicht ja gesagt,[…] aber sie hat auch nicht nein gesagt […] wer schweigt, scheint zuzustimmen, hat man im alten Rom gesagt.“ Es blieb das einzige Interview, das der Täter jemals einem Fernsehsender über seine Tat gegeben hat. Auch das Opfer Krombachs äußerte sich später in nur einem einzigen Fernsehinterview mit der Aussage: „Ich konnte mich gar nicht wehren. Ich war durch die Narkose wie gelähmt. Sah verschwommen, wie er auf mir lag. Konnte gar nichts dagegen tun.“

### Betrug
Die Staatsanwaltschaft Coburg wies Krombach nach, trotz fehlender Zulassung als Vertragsarzt in 28 Fällen zwischen Oktober 2001 und September 2006 eine Vergütung in Höhe von insgesamt fast 300.000 Euro abgerechnet zu haben. Im Juli 2007 verurteilte ihn das Landgericht Coburg deshalb zu zwei Jahren und vier Monaten Gefängnis, die er zuletzt in der Justizvollzugsanstalt Kempten abbüßte, bis er am 3. Juni 2008 vorzeitig auf Bewährung entlassen wurde.

### Tötung von Kalinka Bamberski
In der Nacht vom 9. zum 10. Juli 1982 tötete Krombach seine 14-jährige Stieftochter Kalinka, als sie sich bei ihm und ihrer Mutter in Lindau zu einem Ferienaufenthalt befand. Nach der Injektion starker Medikamente fiel Kalinka in ein Koma und erstickte an ihrem eigenen Erbrochenen.
Gegen Krombach wurde wegen des Todes zwar ein Ermittlungsverfahren eingeleitet, aber 1986 wieder eingestellt. Er hatte behauptet, er habe Kalinka bewusstlos aufgefunden und versucht, sie zu retten.
Auf eine Strafanzeige des leiblichen Vaters in Frankreich verurteilte ihn jedoch ein Geschworenengericht (Cour d’assises) am 9. März 1995 wegen vorsätzlicher Körperverletzung mit Todesfolge ohne Tötungsabsicht in Abwesenheit zu 15 Jahren Zuchthaus. Obwohl sein persönliches Erscheinen angeordnet worden war, blieb er der Hauptverhandlung fern. Die von Krombach bevollmächtigten Verteidiger wurden nach den Artikeln 627 ff. der französischen Strafprozessordnung nicht gehört. Mit weiterem Urteil vom 13. März 1995 verurteilte das Gericht ihn im Adhäsionsverfahren – ebenfalls in Abwesenheit – zur Zahlung von 350 000 FRF Schadensersatz an Kalinkas Vater. Nach einem Vorabentscheidungsverfahren vor dem Europäischen Gerichtshof (EuGH) lehnte der Bundesgerichtshof die Vollstreckbarkeit des Urteils in Deutschland, Krombachs Wohnsitz, ab: Das französische Gericht habe dem Angeklagten das Recht versagt, sich verteidigen zu lassen, ohne persönlich zu erscheinen. Dies bestätigte dann auch der zeitgleich von Krombach angerufene Europäische Gerichtshof für Menschenrechte (EGMR). Einer Auslieferung zur Strafvollstreckung nach Frankreich stand vor Einführung des Europäischen Haftbefehls im Jahre 2004 das Auslieferungsverbot des Art. 16 Abs. 2 Satz 1 GG entgegen.
Als es so aussah, als würde Krombach wegen Verjährung bald endgültig der Strafverfolgung entkommen, ließ Bamberski ihn 2009 nach Frankreich entführen, wo er am 22. Oktober 2011 zu einer Freiheitsstrafe von 15 Jahren wegen Körperverletzung mit Todesfolge verurteilt wurde. Dieses Urteil focht Krombach erfolglos vor dem EGMR an. Er saß in Haft, bis er im Februar 2020 aus gesundheitlichen Gründen entlassen wurde.
Dieter Krombach starb am 12. September 2020 nahe Winsen an der Luhe in Niedersachsen, wo er zuletzt in einem Altenheim gelebt hatte.